# Очиток червонуватий
Очиток червонуватий, очиток червоніючий (Sedum rubens) — квіткова рослина родини товстолистих. Етимологія: лат. rubens — «червоний».

## Опис
Невелика, заввишки (1)3–9(15) см, однорічна трав'яниста рослина листяна протягом більшої частини зими і навесні зростає з невеликою розеткою лінійних, м'ясистих листків, (6)7–16(20) × 1,5–2,5(3) мм, світло-зеленого або рожевого кольору, в кінці сезону червонуватих відтінків. У період цвітіння має трохи рожеві квіти на верхній частині рослини. Пелюстки (3)3,5–5(6) × 0,6–1,5 мм. Насіння численне, яйцевиде загострене, коричнево-чорнувате.

## Поширення та екологія
Північна Африка: Алжир; Лівія; Марокко; Туніс, Азія: Туркменістан; Кіпр; Іран; Ізраїль; Туреччина. Європа: Україна — Крим; Бельгія; Німеччина; Швейцарія; Албанія; Боснія і Герцеговина; Болгарія; Хорватія; Греція; Італія; Македонія; Мальта; Чорногорія; Румунія; Сербія; Франція; Португалія; Гібралтар; Іспанія [вкл. Канарські острови]. Росте в посушливих районах з дуже невеликою кількістю землі, часто на сухих стінах.

## Галерея

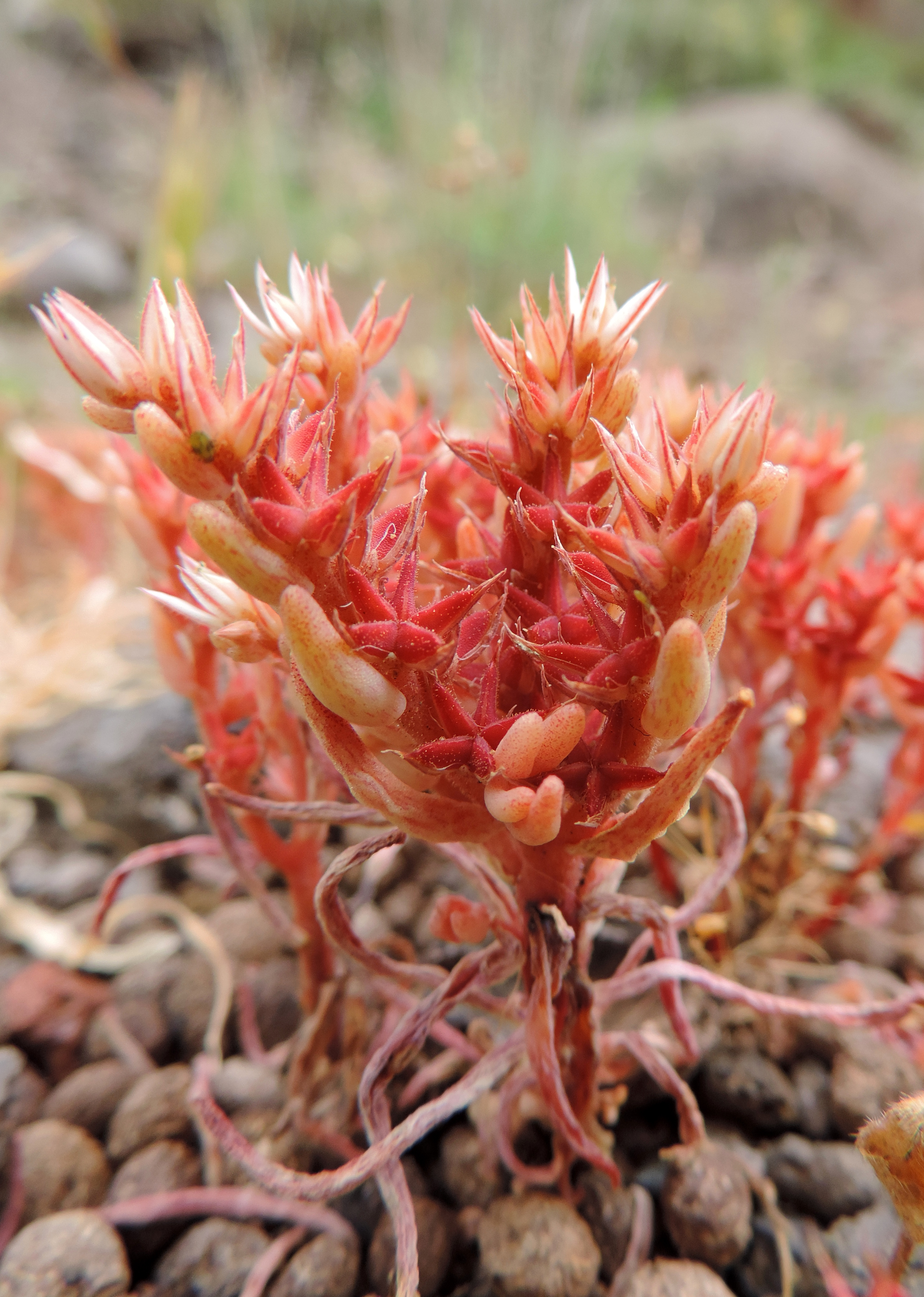
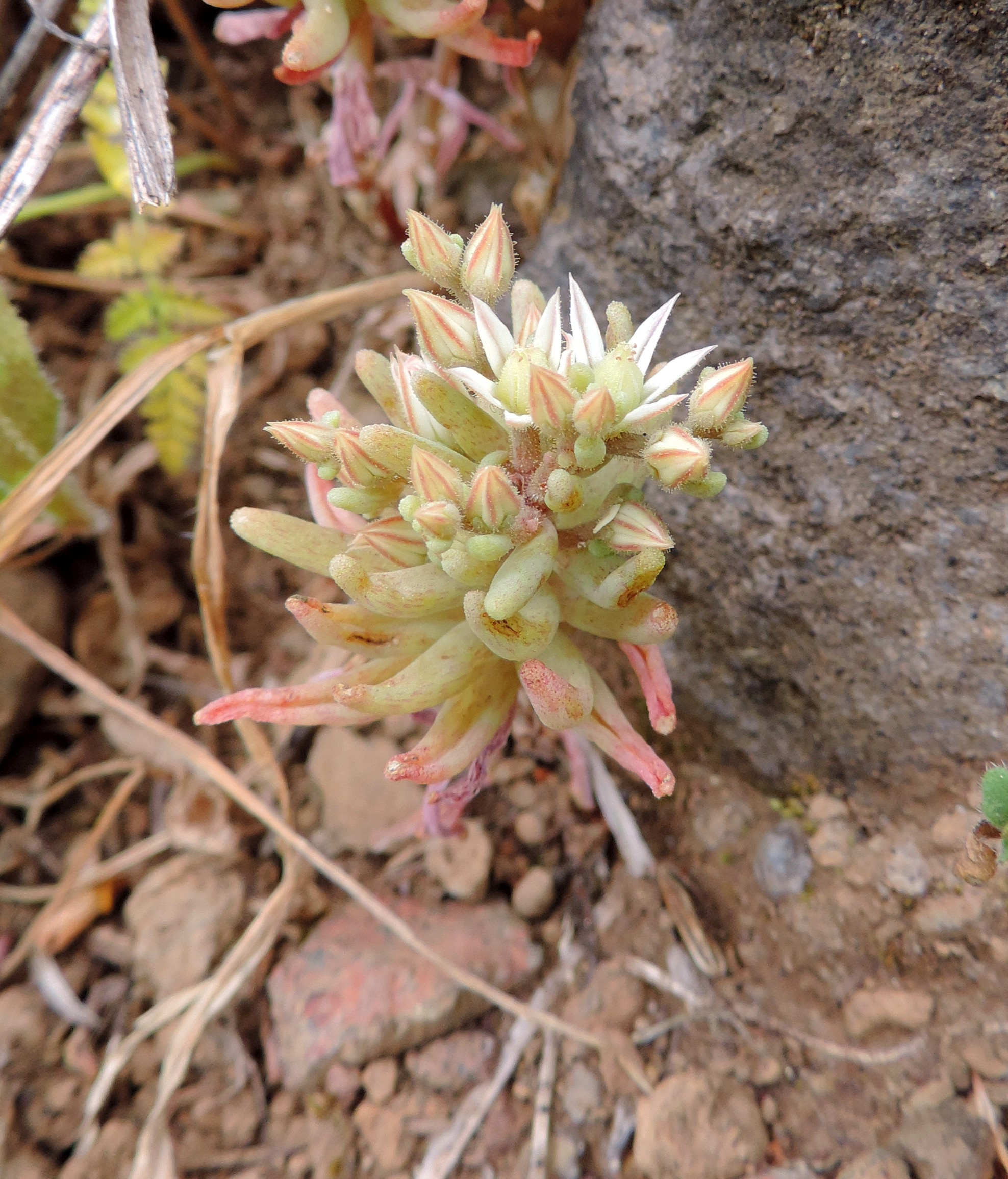
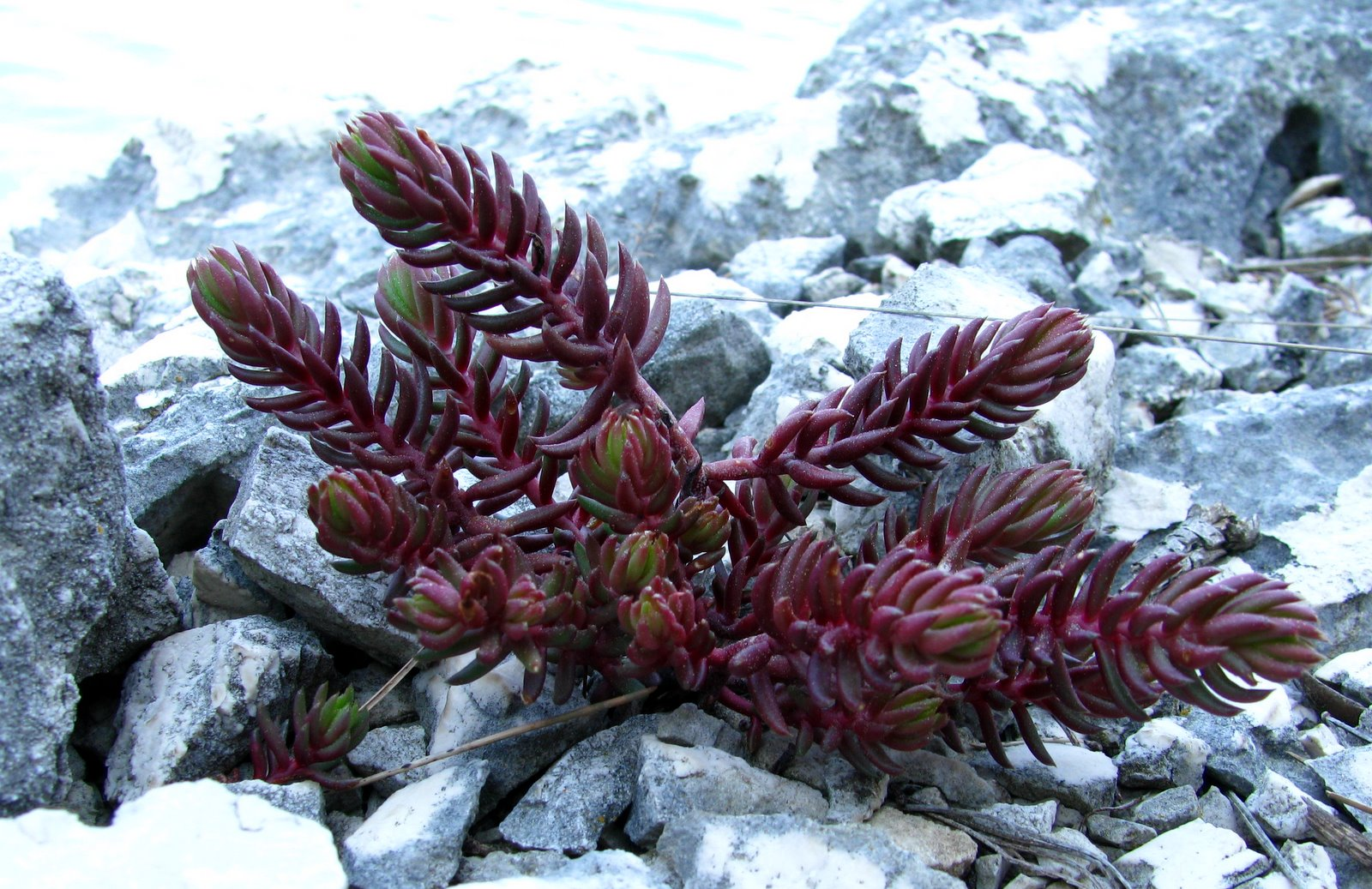

| Гібіскус | Це незавершена стаття про квіткові рослини. Ви можете допомогти проєкту, виправивши або дописавши її. |